# Barbora Špotáková
Barbora Špotáková (Jablonec nad Nisou, 30 giugno 1981) è un'ex giavellottista ceca, campionessa olimpica e mondiale, nonché detentrice del record mondiale della specialità.

## Biografia
Inizia la sua carriera atletica gareggiando nell'eptathlon dove ottiene un quarto posto ai Mondiali juniores di Santiago del Cile (in una gara vinta da una giovanissima Carolina Klüft). Osservando i risultati di quella gara di eptathlon si può notare la sua particolare predisposizione per il lancio del giavellotto: le avversarie sono tutte distanziate di almeno 10 metri. Nella stessa gara vince anche la prova del getto del peso.
In seguito si specializza nei lanci e soprattutto nel giavellotto. La prima medaglia internazionale arriva nel 2005 alle Universiadi di Smirne dove vince l'oro lanciando il giavellotto a 60,73 metri.
Nel 2006 ottiene il suo primo record nazionale ad Helsinki (66,00 m) a fine luglio. Qualche giorno dopo, ai Campionati europei di Göteborg migliora il suo primato (e quello nazionale) in qualificazione (66,12 m) e ottiene la medaglia d'argento con un lancio di 65,64 metri (18 cm dall'oro ottenuto dalla tedesca Steffi Nerius). A fine stagione, alle IAAF World Athletics Final a Stoccarda porta il record nazionale a 66,21 metri.
Nel 2007 diventa campionessa mondiale di lancio del giavellotto ai Mondiali di Osaka battendo, con un nuovo il primato nazionale di 67,07 metri, le tedesche Obergföll (66,46 m) e Nerius (64,42 m). Anche nel 2007 migliora il primato nazionale alle World Athletics Final a Stoccarda, questa volta lanciando a 67,12 metri.
Nel 2008, dopo aver portato il primato nazionale a 69,15 a fine maggio a Saragozza, il 19 agosto, ai Giochi olimpici di Pechino lancia a 67,69 metri in qualificazione. La finale si tiene due giorni dopo e Špotáková migliora subito il record nazionale: 69,22 m. La russa Marija Abakumova si rivela però in gran forma: va in testa subito con un lancio di 69,32 m e al quarto lancio ottiene il primato europeo a 70,78 m. Abakumova rimane prima fino all'ultimo lancio quando Špotáková, con un gran lancio di 71,42 metri, le strappa titolo olimpico e primato europeo.
Meno di un mese dopo l'oro di Pechino, chiudendo ancora una volta alla grande la stagione alle World Athletics Final di Stoccarda, batte nettamente il precedente record mondiale del giavellotto (71,70 m; ottenuto dalla cubana Osleidys Menéndez ai Campionati mondiali di Helsinki 2005) lanciando l'attrezzo a 72,28 metri.
Ai Mondiali di Taegu 2011 conquista la medaglia d'argento, giungendo dietro la russa Marija Abakumova.
Nel settembre del 2022 ha annunciato il suo ritiro dalle competizioni.

## Record nazionali
Seniores
- Lancio del giavellotto: 72,28 m ( Stoccarda, 13 settembre 2008)
- Decathlon: 6 749 p. ( Talence, 26 settembre 2004)

## Palmarès
| Anno | Manifestazione  | Sede           | Evento                 | Risultato | Prestazione | Note                                     |
| ---- | --------------- | -------------- | ---------------------- | --------- | ----------- | ---------------------------------------- |
| 2000 | Mondiali U20    | Santiago       | Eptathlon              | 4ª        | 5 689 p.    |                                          |
| 2002 | Europei         | Monaco         | Lancio del giavellotto | 17ª (q)   | 51,71 m     |                                          |
| 2004 | Giochi olimpici | Atene          | Lancio del giavellotto | 23ª (q)   | 58,20 m     |                                          |
| 2005 | Mondiali        | Helsinki       | Lancio del giavellotto | 13ª (q)   | 58,74 m     |                                          |
| 2005 | Universiadi     | Smirne         | Lancio del giavellotto | Oro       | 60,73 m     |                                          |
| 2006 | Europei         | Göteborg       | Lancio del giavellotto | Argento   | 65,64 m     |                                          |
| 2007 | Mondiali        | Osaka          | Lancio del giavellotto | Oro       | 67,07 m     | Record nazionale                         |
| 2008 | Giochi olimpici | Pechino        | Lancio del giavellotto | Oro       | 71,42 m     | Record europeo                           |
| 2009 | Mondiali        | Berlino        | Lancio del giavellotto | Argento   | 66,42 m     |                                          |
| 2010 | Europei         | Barcellona     | Lancio del giavellotto | Bronzo    | 65,36 m     |                                          |
| 2011 | Mondiali        | Taegu          | Lancio del giavellotto | Oro       | 71,58 m     | Miglior prestazione personale            |
| 2012 | Giochi olimpici | Londra         | Lancio del giavellotto | Oro       | 69,55 m     | Miglior prestazione personale stagionale |
| 2014 | Europei         | Zurigo         | Lancio del giavellotto | Oro       | 64,41 m     |                                          |
| 2015 | Mondiali        | Pechino        | Lancio del giavellotto | 9ª        | 60,08 m     |                                          |
| 2016 | Europei         | Amsterdam      | Lancio del giavellotto | 5ª        | 62,66 m     |                                          |
| 2016 | Giochi olimpici | Rio de Janeiro | Lancio del giavellotto | Bronzo    | 64,80 m     |                                          |
| 2017 | Mondiali        | Londra         | Lancio del giavellotto | Oro       | 66,76 m     |                                          |
| 2019 | Mondiali        | Doha           | Lancio del giavellotto | 9ª        | 59,87 m     |                                          |
| 2021 | Giochi olimpici | Tokyo          | Lancio del giavellotto | 14ª (q)   | 60,52 m     |                                          |
| 2022 | Europei         | Monaco         | Lancio del giavellotto | Bronzo    | 60,68 m     |                                          |

## Altre competizioni internazionali
2005
- 5ª alla World Athletics Final ( Monaco), lancio del giavellotto - 61,60 m

2006
- Oro alla World Athletics Final ( Stoccarda), lancio del giavellotto - 66,21 m

2007
- Oro alla World Athletics Final ( Stoccarda), lancio del giavellotto - 67,12 m

2008
- Oro alla World Athletics Final ( Stoccarda), lancio del giavellotto - 72,28 m

2009
- Argento agli Europei a squadre ( Leiria), lancio del giavellotto - 65,89 m
- Oro alla World Athletics Final ( Salonicco), lancio del giavellotto - 63,45 m

2010
- Vincitrice della Diamond League nella specialità del lancio del giavellotto (20 punti)

2012
- Vincitrice della Diamond League nella specialità del lancio del giavellotto (26 punti)

2014
- Oro agli Europei a squadre ( Braunschweig), lancio del giavellotto - 65,57 m
- Oro in Coppa continentale ( Marrakech), lancio del giavellotto - 65,52 m
- Vincitrice della Diamond League nella specialità del lancio del giavellotto (22 punti)

2015
- Vincitrice della Diamond League nella specialità del lancio del giavellotto (19 punti)

2017
- Vincitrice della Diamond League nella specialità del lancio del giavellotto